# Oryctes gnu
Oryctes gnu är en skalbaggsart som beskrevs av Mohnike 1874. Oryctes gnu ingår i släktet Oryctes och familjen Dynastidae. Inga underarter finns listade i Catalogue of Life.